# Pfarrkirche Neuhofen an der Ybbs

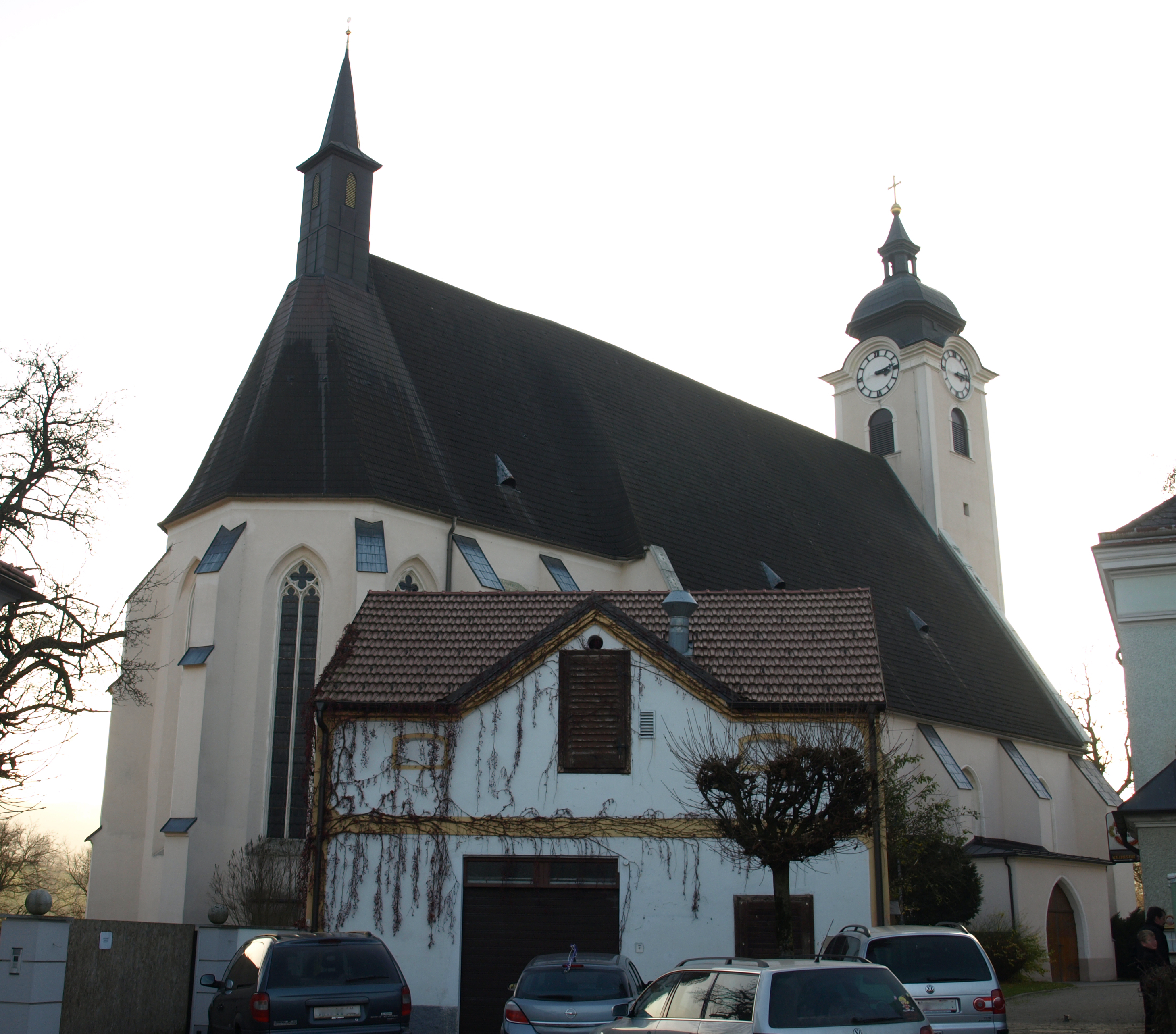
Katholische Pfarrkirche Mariä Himmelfahrt in Neuhofen

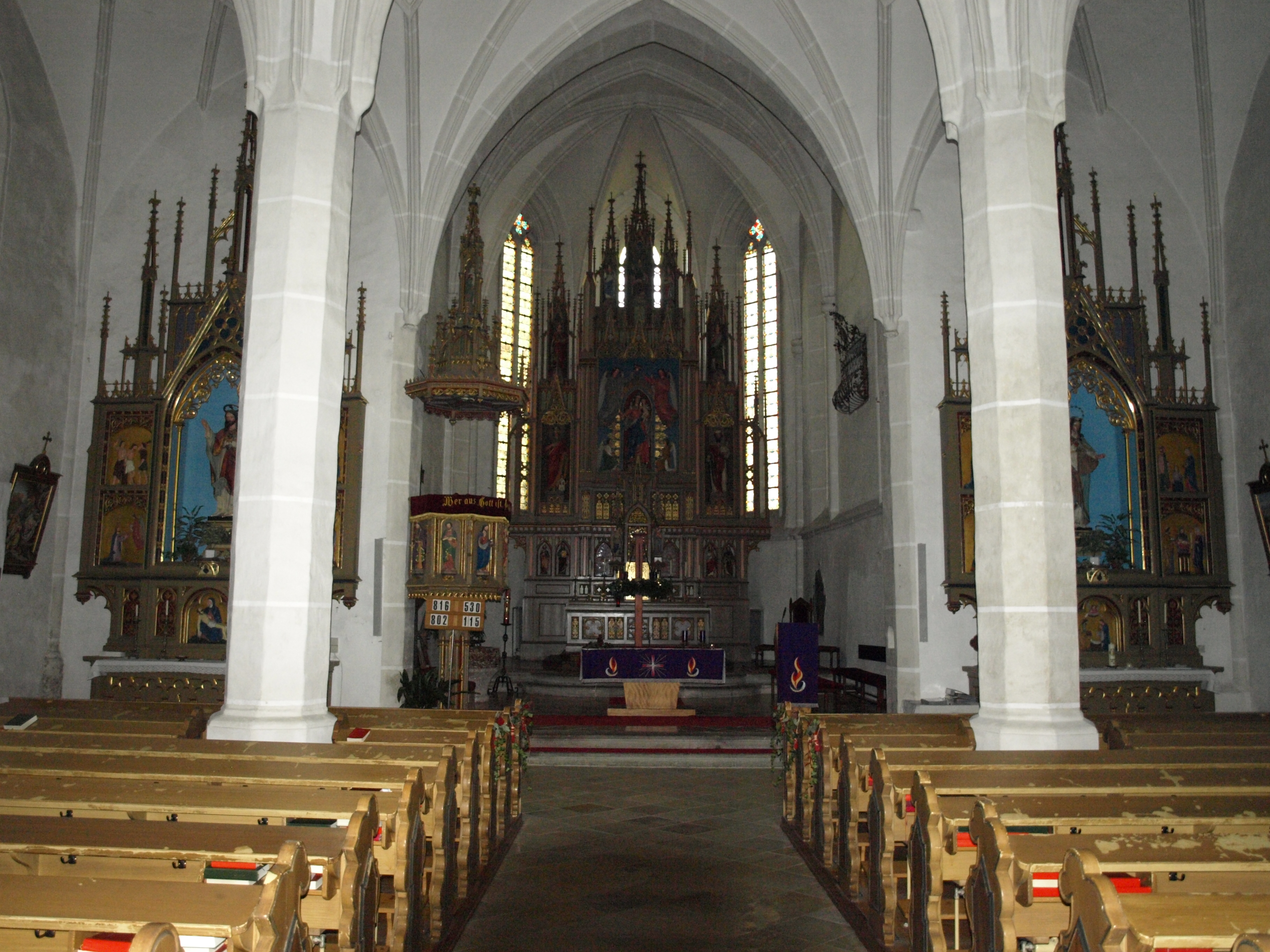
Langhaus, zum Chor

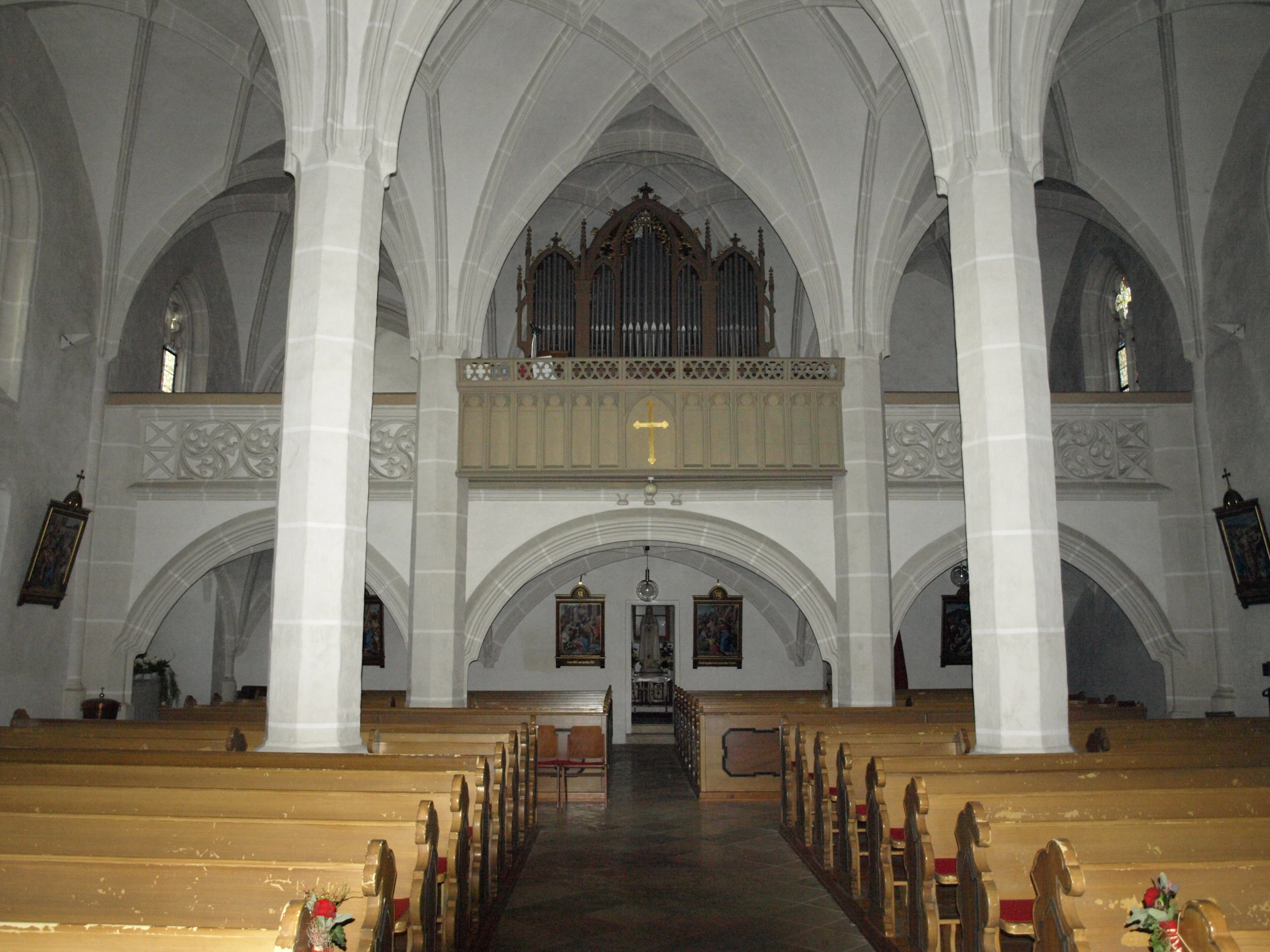
Langhaus, zur Orgelempore

Die Pfarrkirche Neuhofen an der Ybbs steht westlich des Marktplatzes an der Geländestufe des südlichen Ortsrandes in der Marktgemeinde Neuhofen an der Ybbs im Bezirk Amstetten in Niederösterreich. Die auf das Fest Mariä Himmelfahrt geweihte römisch-katholische Pfarr- und Wallfahrtskirche gehört zum Dekanat Amstetten der Diözese St. Pölten. Die Kirche steht unter Denkmalschutz (Listeneintrag).

## Geschichte
Eine Pfarre wurde ab 1000 angenommen. Von 1240 bis 1250 ein Pfarrsprengel der Pfarre Amstetten.
1995 wurden Reste einer romanischen Kirchenbaues ergraben, ein einschiffiges Langhaus mit einem eingezogenen quadratischen Chor mit einer halbrunden Apsis, der Westturm ist erhalten. Um 1400 wurde der gotische Chor erbaut, im dritten Viertel des 15. Jahrhunderts die dreischiffige Langhaushalle. 1868 war eine Renovierung, von 1882 bis 1895 durch Hermann von Riewel. 1995 wurde die Kirche innen restauriert.

## Architektur
Die spätgotische Hallenkirche mit einem einzogenen gotischen Chor hat einen Dachreiter über dem Chor und einen vorgestellten im Kern romanischen Westturm und ist im Süden und Osten von einer Friedhofsmauer umgeben.
Das Kirchenäußere zeigt an den Mauern des Langhauses breite stark abgeschrägte Strebepfeiler, südseitig zwischen den beiden westlichen und beidseitig zwischen dem dritten und vierten Strebepfeiler stehen schmale halb hohe Kapellenanbauten und anschließend ausladende niedrige Vorhallen, das Langhaus hat breite zweibahnige und reich gestaltete spätgotische Maßwerkfenster, im östlichen Nordfenster mit einem Lilienblattherz. Der Chor hat zweifach leicht gestufte Strebepfeiler und gestreckte zweibahnige Maßwerkfenster, im Osten halb vermauert. Der mächtige vorgestellte ungegliederte Westturm mit einem vorgebauten jüngeren Stützpfeiler hat ein barockes Glockengeschoß mit vier großen Schallfenstern mit einem stark profiliertem Uhrengiebel und trägt eine barocke Haube mit einem Laternenaufsatz, an der Ostwand des Turmes im Dachstuhl sind oberhalb des ursprünglichen Dachansatzes Reste gotischer Fugenmalerei erhalten. Seitlich am Turm sind spätgotische Anbauten, links ein eingezogenes Treppenhaus, und rechts ein zweigeschoßiger Kapellenanbau mit einem reichen Maßwerkfenster gegen Süden. Im südlichen Chorwinkel steht ein vorspringender und sich nach Ostern verengender zweigeschoßiger spätgotischer Sakristeianbau. An der Nordwand des Chores befindet sich die Wandmalerei Christophorus 1617 über einer älteren Malschicht mit Scheinarchitekturbögen. 

## Ausstattung
Die Einrichtung entstand vorwiegend neugotisch ab 1867 durch den Tischler Engelbert Westreicher. Der Hochaltar aus 1868 ist ein aufwendiges Schreinretabel mit reicher vollplastischer Ausstattung mit Statuen, im Mittelschrein eine barocke Marienstatue mit Kind als sogenannte Madonna im Erlschacher als Gnadenbild des barocken Hochaltars umgeben von neugotischen Engelstatuen, die seitlichen Figuren Florian und Leopold, darüber Elisabeth und Barbara, im Aussatz Gottvater flankiert von den Erzengeln Gabriel und Michael, der Tabernakel zeigt die seitlichen Nischenstatuetten Paulus, Moses, David und Petrus.
Die Orgel baute Karl Neusser 1907 in einem neugotischen Gehäuse von Matthäus Mauracher 1874.